# 뉴로사마
뉴로사마(Neuro-sama)는 트위치 채널 vedal987에서 실시간 스트리밍을 호스트하는 여성 버츄얼 유튜버이자 챗봇이다. 발언과 인성은 대형 언어 모델을 활용한 인공지능(AI) 시스템에 의해 생성되므로 실시간 채팅의 시청자들과 소통이 가능하다. 컴퓨터 프로그래머이자 AI 개발자 잭 베달(Jack Vedal)에 의해 개발되었으며 그는 AI 게임플레이와 컴퓨터 생성 아바타간 상호작용을 결합함으로써 AI 브이튜버의 콘셉트로 개발하기로 결심했다. 2022년 12월 19일 트위치에서 데뷔했다.

## 같이 보기
- 테이 (챗봇)